# Maurice Faillenot
Maurice Faillenot est un compositeur et chef d'orchestre d'harmonie français, né le 10 juin 1920 à Troyes et mort dans la même ville le 23 juillet 2010.

## Biographie
Maurice André Faillenot naît le 10 juin 1920 à Troyes,.  
Il commence ses études musicales avec son père, directeur d'une harmonie d'amateurs, puis étudie à l'école de musique de Troyes. Il se perfectionne ensuite au conservatoire de Saint-Étienne, en classe de clarinette avec Eugène Gay, d'harmonie avec René Delaunay, de contrepoint et fugue avec Pierre Lantier, et de composition auprès d'Albert Bertelin.  
Il devient musicien militaire, puis, à l'école de musique de Troyes de 1943 à 1980, est professeur puis directeur adjoint de l'établissement.   
De 1947 à 1981, il est également directeur de l'Harmonie municipale de Troyes.  
Personnalité musicale troyenne et auboise reconnue, il est aussi chef à l'orchestre du théâtre et directeur artistique de la Société des concerts, et s'implique au sein de la Confédération musicale de France, notamment pour le développement de la formation musicale amateur départementale,.  
Comme compositeur, il est l'auteur de nombreuses pièces instrumentales et de musique de chambre, ainsi que d'une vingtaine de compositions originales destinées à l'orchestre d'harmonie.  
Il meurt en sa ville natale, le 23 juillet 2010,.

## Oeuvres (sélection)
- Chants de la Nuit pour clarinette basse et piano